# Produktionskoeffizient
Der Produktionskoeffizient, Inputkoeffizient oder Faktorkoeffizient ist ein Begriff der faktororientierten Produktionswirtschaft. Er setzt die Quantität eines Produktionsfaktors, der zur Herstellung einer Menge eines Erzeugnisses, benötigt wird, und die Menge des hergestellten Erzeugnisses in ein Verhältnis. Beispiele sind etwa die Mitarbeiterstunden pro gefertigtes Auto oder der Stahlbedarf pro gefertigtes Auto.
{\displaystyle \kappa _{p}={\frac {\text{Faktoreinsatzmenge}}{\text{Ausbringungsmenge}}}={\frac {r_{p}}{x_{p}}}}
Der Produktionskoeffizient ist definiert als Quotient aus der Quantität eines Einsatzfaktors {\displaystyle {}r_{p}} und der Ausbringungsmenge {\displaystyle {}x_{p}} einer Produktionseinheit. Der reziproke Wert des Produktionskoeffizienten ist die Produktivität.